# Ciudad Cultural Konex

Ciudad Cultural Konex es una organización argentina que tiene como misión crear experiencias artísticas innovadoras. Desarrolla múltiples espectáculos y contenidos artísticos con el objetivo de acercar a la comunidad una propuesta cultural diversa y de calidad, promoviendo la expresión, la inspiración, el disfrute y la creatividad. El espacio, situado en el mítico barrio del Abasto de la ciudad de Buenos Aires, cuenta con nueve salas para la realización de todo tipo de eventos culturales.

## Historia
Ciudad Cultural Konex se formó en 2005 y en él se realizan actividades de teatro, música, danza, cine, diseño, moda y arquitectura, además de eventos, fiestas, muestras y talleres. El edificio, de arquitectura industrial, fue construido en la década de 1920 y luego remodelado por el estudio de arquitectura de Clorindo Testa.